# Clara Bünger
Clara Bünger   (Oldenburg, 4 de juliol de 1986) és una jurista i política alemanya que exerceix com a membre del Bundestag de L'Esquerra des de 2022.

## Primers anys i educació
Bünger va néixer a Oldenburg el 1986 i va créixer a Freiberg. Va estudiar Dret a la Universitat de Leipzig des del 2005 fins al 2012, quan va acabar el seu primer Staatsexamen. El 2012 va treballar per a un despatx d'advocats a Israel que va fer complir les demandes d'indemnització i els drets de pensió dels supervivents de l'Holocaust contra l'estat alemany en virtut de l'Acord de reparacions entre Israel i la República Federal d'Alemanya. Durant els anys 2013 i 2015 va completar la seva formació legal, treballant al Ministeri Federal d'Afers Exteriors, al Centre Europeu de Drets Constitucionals i Humans i a un despatx d'advocats internacional a Singapur. Va acabar el seu segon Staatsexam a Berlín el 2015 i des d'aleshores és una advocada plenament qualificada.

## Advocat i activista dels drets humans
Des del 2014, Bünger s'ha compromès a ajudar els refugiats, especialment els que arriben a les illes gregues. A la primavera de 2016, va ser la coordinadora d'assessorament legal de Refugee Law Clinics Deutschland a Quios. Tot i que les condicions dels refugiats eren tan precàries com a Lesbos, gairebé no hi va haver cap atenció mediàtica. A més, en aquell moment no hi havia representants de la UE ni de l'ONU a l'illa. Com a assessora jurídica, va informar els refugiats sobre les conseqüències pràctiques de l'acord UE-Turquia. L'any 2017, Bünger va cofundar l'associació Equal Rights Beyond Borders, que ofereix assistència jurídica gratuïta a refugiats i sol·licitants d'asil i porta litigis estratègics en l'àmbit de la migració davant els tribunals grecs i alemanys i el Tribunal Europeu de Drets Humans .

## Carrera política
El 2021, Bünger va ser candidata a la circumscripció electoral Erzgebirgskreis I, però va perdre davant de Thomas Dietz. El 2022, Bünger es va incorporar al Bundestag, després que Katja Kipping dimitís per unir-se al govern estatal de Berlín.
Malgrat la seva entrada tardana al Bundestag, va ocupar la 7a posició entre els diputats que havien pronunciat més discursos a mitjan legislatura.
És membre titular de la Comissió d'Afers Jurídics i membre adjunta de la Comissió d'Interior i Afers Interiors. Entre el 8 de juliol de 2022 i el 6 de desembre de 2023, va ser presidenta de L'Esquerra de la Comissió Parlamentària d'Investigació sobre la retirada de la Bundeswehr de l'Afganistan.